# Meistriliiga 2011
La Meistriliiga 2011 fu la 21ª edizione della massima serie del campionato di calcio estone disputata tra il 5 marzo e il 5 novembre 2011 e conclusa con la vittoria del Flora Tallinn, al suo nono titolo e secondo consecutivo.
Capocannoniere del torneo fu Aleksandrs Čekulajevs con 46 reti.

## Formula
Le 10 squadre partecipanti si sono affrontate in un doppio girone di andata e ritorno, per un totale di 36 giornate.

La squadra campione di Estonia ha il diritto a partecipare alla UEFA Champions League 2012-2013 partendo dal secondo turno preliminare.

Le squadre classificate al secondo e terzo posto sono ammesse alla UEFA Europa League 2012-2013 partendo dal primo turno preliminare.

La vincitrice della Coppa nazionale è ammessa alla UEFA Europa League 2012-2013 partendo dal secondo turno preliminare.

L'ultima classificata è retrocessa direttamente in Esiliiga, mentre la penultima disputa uno spareggio contro la seconda classificata della Esiliiga per la permanenza in Meistriliiga.

## Squadre partecipanti
Il Tulevik Viljandi, settimo nella stagione precedente, decide di ricostruire la propria squadra dai giocatori dilettanti locali e anziché iscriversi nella massima serie prende parte al campionato di II Liiga. Gran parte dell'organico della squadra è confluita nel nuovo club FC Viljandi.
| Club            | Città      | Stadio                   | Posizione 2010              |
| --------------- | ---------- | ------------------------ | --------------------------- |
| Ajax Lasnamäe   | Tallinn    | Stadio FC Ajax           | 3º posto in Esiliiga        |
| Flora Tallinn   | Tallinn    | A. Le Coq Arena          | Campione                    |
| Kalju Nõmme     | Tallinn    | Stadio Hiiu              | 4º posto                    |
| Kuressaare      | Kuressaare | Kuressaare linnastaadion | 9º posto                    |
| Levadia Tallinn | Tallinn    | Stadio Kadrioru          | 2º posto                    |
| Paide           | Paide      | Stadio Ühisgümnaasiumi   | 8º posto                    |
| Kalev Sillamäe  | Sillamäe   | Stadio Kalevi            | 5º posto                    |
| Tammeka Tartu   | Tartu      | Stadio Tamme             | 6º posto                    |
| Trans Narva     | Narva      | Stadio Kreenholmi        | 3º posto                    |
| Viljandi        | Viljandi   | Viljandi linnastaadion   | Squadra di nuova fondazione |

## Classifica
|                    | Pos. | Squadra         | Pt | G  | V  | N  | P  | GF  | GS  | DR   |
| ------------------ | ---- | --------------- | -- | -- | -- | -- | -- | --- | --- | ---- |
| Estonia (bandiera) | 1.   | Flora Tallinn   | 86 | 36 | 26 | 8  | 2  | 100 | 24  | +76  |
|                    | 2.   | Kalju Nõmme     | 79 | 36 | 24 | 7  | 5  | 82  | 23  | +59  |
|                    | 3.   | Trans Narva     | 73 | 36 | 22 | 7  | 7  | 107 | 29  | +78  |
|                    | 4.   | Levadia Tallinn | 73 | 36 | 21 | 10 | 5  | 76  | 25  | +51  |
|                    | 5.   | Kalev Sillamäe  | 54 | 36 | 17 | 3  | 16 | 77  | 59  | +18  |
|                    | 6.   | Paide           | 45 | 36 | 13 | 6  | 17 | 40  | 51  | -11  |
|                    | 7.   | Tammeka Tartu   | 39 | 36 | 11 | 6  | 19 | 57  | 75  | -18  |
|                    | 8.   | Viljandi        | 30 | 36 | 8  | 6  | 22 | 37  | 69  | -32  |
|                    | 9.   | Kuressaare      | 26 | 36 | 7  | 5  | 24 | 28  | 68  | -40  |
|                    | 10.  | Ajax Lasnamäe   | 4  | 36 | 0  | 4  | 32 | 11  | 192 | -181 |

Legenda:

      Campione d'Estonia  e ammessa alla UEFA Champions League 2012-2013

      Ammesse alla UEFA Europa League 2012-2013

      Retrocessa in Esiliiga 2012

## Risultati

### Matrice
|               | Aja      | Flo      | Klv     | Klu     | Kur     | Lev     | Pai     | Tam     | Tra      | Vil     |
| ------------- | -------- | -------- | ------- | ------- | ------- | ------- | ------- | ------- | -------- | ------- |
| Ajax Lasnamäe | ––––     | 0-3 0-11 | 1-5 0-7 | 0-3 0-7 | 2-2 3-5 | 1-4 0-7 | 1-2 0-6 | 0-3     | 0-7 0-12 | 0-0 0-4 |
| Flora         | 6-0 13-1 | ––––     | 2-2 4-0 | 3-3 1-0 | 3-0     | 0-1 2-1 | 2-1     | 1-0 3-2 | 3-0 1-1  | 0-0 4-0 |
| Kalev         | 7-0      | 0-1 0-6  | ––––    | 1-1 0-3 | 1-1 3-0 | 1-2 0-2 | 2-0 4-0 | 2-3 5-1 | 0-3 2-5  | 2-0 5-0 |
| Kalju         | 4-0 3-0  | 0-1 3-0  | 1-2 3-0 | ––––    | 1-1 3-0 | 1-1     | 0-0 1-2 | 4-0 3-1 | 1-1 1-0  | 3-0 2-1 |
| Kuressaare    | 1-1 0-0  | 0-1 0-3  | 0-1 1-2 | 0-1 0-2 | ––––    | 1-5 0-0 | 1-0 2-1 | 4-1 0-2 | 0-2      | 0-2 3-0 |
| Levadia       | 3-0 6-0  | 1-1      | 4-1 3-2 | 1-3 0-1 | 2-1 4-0 | ––––    | 0-1 0-0 | 2-2 3-0 | 2-1 1-1  | 2-1 2-0 |
| Paide         | 1-0 4-0  | 1-2 1-4  | 1-0 0-1 | 0-3 0-5 | 4-1 1-0 | 0-0 0-3 | ––––    | 2-2 2-1 | 0-1      | 2-1 2-0 |
| Tammeka       | 5-0 9-0  | 0-0 1-4  | 1-4 2-0 | 2-3 0-1 | 2-1 1-0 | 0-5 0-4 | 2-2 1-2 | ––––    | 1-1 1-4  | 1-1 1-3 |
| Trans Narva   | 7-0 14-0 | 0-2 1-1  | 1-0 2-3 | 1-3 3-2 | 4-0     | 1-1 0-2 | 3-0     | 4-1 4-0 | ––––     | 5-0     |
| Viljandi      | 3-1 8-0  | 0-2 2-4  | 2-3 3-2 | 0-3     | 2-0 0-2 | 0-1 0-0 | 1-0 1-1 | 1-2 0-3 | 0-0 1-3  | ––––    |

### Calendario

#### 1ª-18ª giornata
| Andata (1ª) | Andata (1ª) | Prima giornata        | Ritorno (18ª) | Ritorno (18ª) |
|             |             |                       |               |               |
| 05-03       | 3-0         | Levadia-Ajax Lasnamäe | 4-1           | 02-07         |
| 05-03       | 0-1         | Kalju-Flora           | 3-3           | 03-07         |
| 05-03       | 2-2         | Tammeka-Paide         | 2-2           | 02-07         |
| 05-03       | 1-1         | Kalev-Kuressaare      | 1-0           | 24-05         |
| 05-03       | 0-0         | Viljandi-Trans Narva  | 0-5           | 03-07         |

| Andata (3ª) | Andata (3ª) | Terza giornata           | Ritorno (16ª) | Ritorno (16ª) |
|             |             |                          |               |               |
| 19-03       | 1-1         | Levadia-Flora            | 1-0           | 16-08         |
| 19-03       | 1-1         | Kalju-Trans Narva        | 3-1           | 18-06         |
| 19-03       | 2-0         | Kalev-Paide              | 0-1           | 18-06         |
| 19-03       | 1-1         | Tammeka-Viljandi         | 2-1           | 12-07         |
| 19-03       | 1-1         | Kuressaare-Ajax Lasnamäe | 2-2           | 18-06         |

| Andata (5ª) | Andata (5ª) | Quinta giornata     | Ritorno (14ª) | Ritorno (14ª) |
|             |             |                     |               |               |
| 02-04       | 2-0         | Kalev-Viljandi      | 3-2           | 11-06         |
| 02-04       | 1-3         | Levadia-Kalju       | 1-1           | 11-06         |
| 02-04       | 1-1         | Tammeka-Trans Narva | 1-4           | 11-06         |
| 02-04       | 0-1         | Kuressaare-Flora    | 0-3           | 11-06         |
| 02-04       | 1-2         | Ajax Lasnamäe-Paide | 0-1           | 11-06         |

| Andata (7ª) | Andata (7ª) | Settima giornata       | Ritorno (12ª) | Ritorno (12ª) |
|             |             |                        |               |               |
| 16-04       | 2-1         | Levadia-Trans Narva    | 1-1           | 21-05         |
| 16-04       | 2-3         | Kalev-Tammeka          | 4-1           | 21-05         |
| 16-04       | 0-1         | Kuressaare-Kalju       | 1-1           | 21-05         |
| 16-04       | 0-0         | Ajax Lasnamäe-Viljandi | 1-3           | 21-05         |
| 16-04       | 1-2         | Paide-Flora            | 1-2           | 21-05         |

| Andata (9ª) | Andata (9ª) | Nona giornata         | Ritorno (10ª) | Ritorno (10ª) |
|             |             |                       |               |               |
| 30-04       | 0-3         | Paide-Kalju           | 0-0           | 07-05         |
| 30-04       | 0-3         | Kalev-Trans Narva     | 0-1           | 07-05         |
| 30-04       | 1-5         | Kuressaare-Levadia    | 1-2           | 07-05         |
| 30-04       | 0-3         | Ajax Lasnamäe-Tammeka | 0-5           | 07-05         |
| 30-04       | 0-0         | Flora-Viljandi        | 2-0           | 07-05         |

| Andata (2ª) | Andata (2ª) | Seconda giornata       | Ritorno (17ª) | Ritorno (17ª) |
|             |             |                        |               |               |
| 12-03       | 0-3         | Viljandi-Kalju         | 0-3           | 18-10         |
| 12-03       | 1-0         | Flora-Tammeka          | 0-0           | 18-10         |
| 12-03       | 0-0         | Paide-Levadia          | 1-0           | 18-10         |
| 12-03       | 4-0         | Trans Narva-Kuressaare | 2-0           | 21-06         |
| 12-03       | 1-5         | Ajax Lasnamäe-Kalev    | 0-7           | 21-06         |

| Andata (4ª) | Andata (4ª) | Quarta giornata           | Ritorno (15ª) | Ritorno (15ª) |
|             |             |                           |               |               |
| 22-03       | 4-1         | Paide-Kuressaare          | 0-1           | 14-06         |
| 22-03       | 4-0         | Kalju-Tammeka             | 3-2           | 14-06         |
| 22-03       | 7-0         | Trans Narva-Ajax Lasnamäe | 7-0           | 14-06         |
| 22-03       | 0-1         | Viljandi-Levadia          | 1-2           | 14-06         |
| 22-03       | 2-2         | Flora-Kalev               | 1-0           | 14-06         |

| Andata (6ª) | Andata (6ª) | Sesta giornata      | Ritorno (13ª) | Ritorno (13ª) |
|             |             |                     |               |               |
| 09-04       | 1-2         | Kalju-Kalev         | 1-1           | 28-05         |
| 09-04       | 2-0         | Viljandi-Kuressaare | 2-0           | 04-06         |
| 09-04       | 3-0         | Trans Narva-Paide   | 1-0           | 28-05         |
| 09-04       | 6-0         | Flora-Ajax Lasnamäe | 3-0           | 28-05         |
| 09-04       | 0-5         | Tammeka-Levadia     | 2-2           | 04-06         |

| Andata (8ª) | Andata (8ª) | Ottava giornata     | Ritorno (11ª) | Ritorno (11ª) |
|             |             |                     |               |               |
| 23-04       | 0-2         | Trans Narva-Flora   | 0-3           | 17-05         |
| 23-04       | 0-1         | Viljandi-Paide      | 1-2           | 17-05         |
| 23-04       | 4-0         | Kalju-Ajax Lasnamäe | 3-0           | 14-05         |
| 23-04       | 2-1         | Tammeka-Kuressaare  | 1-4           | 14-05         |
| 23-04       | 4-1         | Levadia-Kalev       | 2-1           | 17-05         |

#### 19ª-36ª giornata
| Andata (19ª) | Andata (19ª) | Diciannovesima giornata | Ritorno (36ª) | Ritorno (36ª) |
|              |              |                         |               |               |
| 10-07        | 0-5          | Paide-Kalju             | 2-1           | 05-11         |
| 12-07        | 2-5          | Kalev-Trans Narva       | 3-2           | 05-11         |
| 09-07        | 0-0          | Kuressaare-Levadia      | 0-4           | 05-11         |
| 09-07        | 0-3          | Ajax Lasnamäe-Tammeka   | 0-9           | 05-11         |
| 01-11        | 4-0          | Flora-Viljandi          | 4-2           | 05-11         |

| Andata (21ª) | Andata (21ª) | Ventunesima giornata   | Ritorno (34ª) | Ritorno (34ª) |
|              |              |                        |               |               |
| 24-07        | 1-1          | Levadia-Trans Narva    | 2-0           | 22-10         |
| 23-07        | 5-1          | Kalev-Tammeka          | 0-2           | 22-10         |
| 23-07        | 0-2          | Kuressaare-Kalju       | 0-3           | 22-10         |
| 23-07        | 0-4          | Ajax Lasnamäe-Viljandi | 0-8           | 22-10         |
| 23-07        | 1-4          | Paide-Flora            | 1-2           | 22-10         |

| Andata (23ª) | Andata (23ª) | Ventitreesima giornata | Ritorno (32ª) | Ritorno (32ª) |
|              |              |                        |               |               |
| 06-08        | 5-0          | Kalev-Viljandi         | 2-3           | 01-10         |
| 06-08        | 0-1          | Levadia-Kalju          | 1-1           | 01-10         |
| 06-08        | 1-4          | Tammeka-Trans Narva    | 0-4           | 01-10         |
| 06-08        | 0-3          | Kuressaare-Flora       | 1-2           | 01-10         |
| 06-08        | 0-6          | Ajax Lasnamäe-Paide    | 0-4           | 01-10         |

| Andata (25ª) | Andata (25ª) | Venticinquesima giornata | Ritorno (30ª) | Ritorno (30ª) |
|              |              |                          |               |               |
| 20-08        | 1-1          | Levadia-Flora            | 0-3           | 24-09         |
| 20-08        | 1-0          | Kalju-Trans Narva        | 2-3           | 24-09         |
| 20-08        | 4-0          | Kalev-Paide              | 1-0           | 24-09         |
| 20-08        | 1-3          | Tammeka-Viljandi         | 3-0           | 24-09         |
| 20-08        | 0-0          | Kuressaare-Ajax Lasnamäe | 5-3           | 24-09         |

| Andata (27ª) | Andata (27ª) | Ventisettesima giornata | Ritorno (28ª) | Ritorno (28ª) |
|              |              |                         |               |               |
| 10-09        | 6-0          | Levadia-Ajax Lasnamäe   | 0-7           | 13-09         |
| 10-09        | 3-0          | Kalju-Flora             | 0-1           | 13-09         |
| 10-09        | 1-2          | Tammeka-Paide           | 1-2           | 13-09         |
| 10-09        | 3-0          | Kalev-Kuressaare        | 2-1           | 13-09         |
| 10-09        | 1-3          | Viljandi-Trans Narva    | 0-5           | 13-09         |

| Andata (20ª) | Andata (20ª) | Ventesima giornata  | Ritorno (35ª) | Ritorno (35ª) |
|              |              |                     |               |               |
| 16-07        | 1-1          | Trans Narva-Flora   | 1-1           | 29-10         |
| 16-07        | 1-1          | Viljandi-Paide      | 0-2           | 29-10         |
| 16-07        | 3-0          | Kalju-Ajax Lasnamäe | 7-0           | 29-10         |
| 16-07        | 1-0          | Tammeka-Kuressaare  | 2-0           | 29-10         |
| 17-07        | 3-2          | Levadia-Kalev       | 2-0           | 29-10         |

| Andata (22ª) | Andata (22ª) | Ventiduesima giornata | Ritorno (33ª) | Ritorno (33ª) |
|              |              |                       |               |               |
| 30-07        | 3-0          | Kalju-Kalev           | 3-0           | 15-10         |
| 30-07        | 0-2          | Viljandi-Kuressaare   | 0-3           | 15-10         |
| 30-07        | 3-0          | Trans Narva-Paide     | 1-0           | 15-10         |
| 30-07        | 13-1         | Flora-Ajax Lasnamäe   | 11-0          | 15-10         |
| 30-07        | 0-4          | Tammeka-Levadia       | 0-3           | 15-10         |

| Andata (24ª) | Andata (24ª) | Ventiquattresima giornata | Ritorno (31ª) | Ritorno (31ª) |
|              |              |                           |               |               |
| 13-08        | 1-0          | Paide-Kuressaare          | 1-2           | 27-09         |
| 13-08        | 3-1          | Kalju-Tammeka             | 1-0           | 27-09         |
| 13-08        | 14-0         | Trans Narva-Ajax Lasnamäe | 12-0          | 27-09         |
| 13-08        | 0-0          | Viljandi-Levadia          | 0-2           | 27-09         |
| 13-08        | 4-0          | Flora-Kalev               | 6-0           | 27-09         |

| Andata (26ª) | Andata (26ª) | Ventiseiesima giornata | Ritorno (29ª) | Ritorno (29ª) |
|              |              |                        |               |               |
| 27-08        | 0-3          | Viljandi-Kalju         | 1-2           | 17-09         |
| 27-08        | 3-2          | Flora-Tammeka          | 4-1           | 17-09         |
| 27-08        | 0-3          | Paide-Levadia          | 0-0           | 17-09         |
| 27-08        | 4-0          | Trans Narva-Kuressaare | 2-0           | 17-09         |
| 27-08        | 0-7          | Ajax Lasnamäe-Kalev    | 0-7           | 17-09         |

## Spareggio promozione-retrocessione
|            |     |            | Città e data                 |
| ---------- | --- | ---------- | ---------------------------- |
| Infonet    | 0-1 | Kuressaare | Tallinn, 13 novembre 2011    |
| Kuressaare | 4-1 | Infonet    | Kuressaare, 19 novembre 2011 |

## Classifica marcatori
| Gol |  |  | Giocatore             | Squadra         |
| --- |  |  | --------------------- | --------------- |
| 46  |  |  | Aleksandrs Čekulajevs | Trans Narva     |
| 22  |  |  | Tarmo Neemelo         | Kalju Nõmme     |
| 22  |  |  | Albert Prosa          | Tammeka Tartu   |
| 21  |  |  | Henri Anier           | Flora Tallinn   |
| 20  |  |  | Vitali Leitan         | Levadia Tallinn |
| 17  |  |  | Maksim Gruznov        | Trans Narva     |
| 16  |  |  | Jüri Jevdokimov       | Kalju Nõmme     |
| 16  |  |  | Kristen Viikmäe       | Kalju Nõmme     |
| 14  |  |  | Aleksej Alekseev      | Kalev Sillamäe  |
| 14  |  |  | Aleksandr Nikulin     | Kalev Sillamäe  |
| 13  |  |  | Marius Bezykornovas   | Trans Narva     |
| 11  |  |  | Zakaria Beglarishvili | Flora Tallinn   |
| 10  |  |  | Hannes Anier          | Flora Tallinn   |
| 10  |  |  | Artjom Dmitrijev      | Kalev Sillamäe  |
| 10  |  |  | Tiit Tikenberg        | Paide           |
|     |  |  |                       |                 |

## Verdetti
- Campione:  Flora Tallinn
- In UEFA Champions League 2012-2013:  Flora Tallinn (al secondo turno di qualificazione)
- In UEFA Europa League 2012-2013:  Kalju Nõmme,  Trans Narva e  Levadia Tallinn (al primo turno di qualificazione)
- Retrocessa in Esiliiga:  Ajax Lasnamäe